# Wola Łaskarzewska
Wola Łaskarzewska – wieś sołecka w Polsce położona w województwie mazowieckim, w powiecie garwolińskim, w gminie Łaskarzew. 
| SIMC    | Nazwa | Rodzaj    |
| ------- | ----- | --------- |
| 0678618 | Krupa | część wsi |

W latach 1975–1998 miejscowość administracyjnie należała do województwa siedleckiego. Zamieszkuje ją 340 mieszkańców.
Przez wieś przepływa rzeka Promnik. 24 września 2006 roku przy szkole otwarto halę sportową. O nazwę szkoły był prowadzony spór z pobliską wsią Dąbrowa. W drodze porozumienia nadano szkole nazwę ,,Szkoła podstawowa Dąbrowa z siedzibą w Woli Łaskarzewskiej imienia Pamięci Wanat". Wieś zajęła też ex aequo 1. miejsce w konkursie "Najładniejsza Wieś w Gminie Łaskarzew w 2003 roku " wraz z wsią Melanów.